# Nicaria (arna)
Nicaria és un gènere monotípic d'arnes de la família Crambidae. Conté només una espècie, Nicaria latisquamalis, que es troba a Sulawesi.